# هارتري فيلد
هارتري فيلد (بالإنجليزية: Hartry Field)‏ (من مواليد 30 نوفمبر 1946) هو فيلسوف أمريكي. وهو أستاذ الفلسفة الفضية في جامعة نيويورك ومساهم بارز في فلسفة اللغة وفلسفة الرياضيات ونظرية المعرفة وفلسفة العقل.
هو أيضا أستاذ أبحاث متميز في قسم الفلسفة، جامعة برمنغهام، المملكة المتحدة.

## التعليم والوظيفة
حصل فيلد على درجة الدكتوراه في الفلسفة من جامعة هارفارد تحت إشراف هيلاري بوتنام. قام بالتدريس أولاً في جامعة برينستون، ثم في جامعة جنوب كاليفورنيا ومركز جامعة مدينة نيويورك للخريجين قبل الالتحاق بكلية جامعة نيويورك.
انتخب فيلد زميلًا للأكاديمية الأمريكية للفنون والعلوم في عام  2003 وهو أيضًا فائز سابق بجائزة لاكاتوس في عام  1986

## العمل الفلسفي
كان أول عمل قام به فيلد هو تعليق على نظرية الحقيقة الخاصة بألفريد تارسكي، والتي عمل عليها منذ عام 1972. نظرته الحالية في هذا الشأن تؤيد نظرية الحقيقة الانكماشية. إن أكثر أعماله تأثيرًا التي أنتجت في هذه الفترة هي على الأرجح «تغيير النظرية وعدم تحديد المرجعية» (مجلة الفلسفة، 70 (14): 462-481)، حيث قدم مفهوم الدلالة الجزئية.
في الثمانينيات من القرن الماضي، بدأ فيلد مشروعًا في فلسفة الرياضيات يناقش الخيال العلمي الرياضي، وهو المبدأ القائل بأن جميع البيانات الرياضية مجرد خيال مفيد، ولا ينبغي اعتبارها صحيحة حرفيًا. بتعبير أدق، يرى فيلد أنه قد يتم رفض وجود مجموعات، على العكس من كوين وبوتنام .
الكثير من عمله الحالي في مفارقات دلالات. في عام 2008، ألقى محاضرات جون لوك، بعنوان «المنطق، والمعيارية، والقابلية المنطقية».

## الكتب
- العلم بلا أرقام، بلاكويل، [18] 1980
- الواقعية والرياضيات والطريقة، بلاكويل،[19] 1989
- الحقيقة وغياب الحقيقة، مطبعة جامعة أكسفورد [20] 2001
- إنقاذ الحقيقة من المفارقة، مطبعة جامعة أكسفورد،[21] 2008

## روابط خارجية
- هارتري فيلد على موقع الموسوعة البريطانية (الإنجليزية)